# Vụ tai nạn tàu cao tốc tại Ôn Châu
Ngày 23 tháng 7 năm 2011, hai tàu cao tốc đâm vào nhau ở quận Lộc Thành, Ôn Châu, tỉnh Chiết Giang, Trung Quốc. Một số toa xe của mỗi tàu bị trật đường ray. Các đoàn tàu đang trên tuyến đường sắt Ninh Ba - Thai Châu - Ôn Châu khi sự cố xảy ra. Theo các phương tiện truyền thông nhà nước Trung Quốc, có 40 trường hợp tử vong, và ít nhất 192 người phải nhập viện, trong đó có 12 người bị thương nặng. Nguyên nhân được xác định do tàu cao tốc D3115 đang đi từ thủ phủ Hàng Châu tới thành phố Ôn Châu thì bị sét đánh, mất điện phải dừng đột ngột trên đường ray Shuangyu. Đoàn tàu D301 chạy hướng Bắc Kinh - Phúc Châu khi tới đây đã đâm vào phía sau tàu D3115. Hậu quả, 4 toa của tàu D301 bị văng khỏi cầu cạn, trong khi đó hai toa của tàu D3115 cũng bị trật khỏi đường ray.

## Bối cảnh
Chính phủ Trung Quốc đã đầu tư hàng tỷ đô la cho việc mở rộng nhanh chóng của mạng lưới đường sắt cao tốc trong những năm gần đây, bao gồm hơn 700 tỷ nhân dân tệ (109 tỷ USD) cho đường sắt tốc độ cao trong năm 2010. Đường sắt cao tốc Trung Quốc hiện nay có tổng chiều dài hơn 8.538 km (5.305 dặm) mở rộng đến 13.000 km (8.100 dặm) vào năm 2012, và có kế hoạch tăng gấp đôi lên khoảng 16.000 km (9.900 dặm) vào năm 2020. Theo BBC, vào năm 2012 Trung Quốc sẽ có đường sắt cao tốc dài hơn tổng cộng đường sắt cao tốc của các nước còn lại trên thế giới.

## Phản ứng của chính quyền
Hoạt động của tàu đã bị đình chỉ trong khi cơ sở hạ tầng bị hư hỏng đã được sửa chữa. Năm mươi tám tàu hỏa đã bị hủy bỏ vào ngày hôm sau (Chủ nhật). [23] Sheng Guangzu, Bộ trưởng Bộ Đường sắt, đã ra lệnh điều tra vụ tai nạn [20] Ông cũng xin lỗi về tai nạn khủng khiếp.
Chủ tịch Trung Quốc Hồ Cẩm Đào và Thủ tướng Ôn Gia Bảo kêu gọi "tất cả những nỗ lực để giải cứu hành khách". Bộ trưởng Bộ Đường sắt, Sheng Guangzu, đã đến hiện trường tai nạn xảy ra vào buổi trưa chủ nhật.
Bộ Đường sắt thông báo rằng ba quan chức cao đường sắt xếp hạng đã được sa thải tối hôm đó. Họ được xác định là Long Jing, Cục Đường sắt Thượng Hải, Li Jia, bí thư đảng ủy và giám đốc, Phó Giám đốc Văn phòng, Ông Shengli. Chính phủ Trung Quốc đã bị sa thải Bộ trưởng đường sắt Liu Zhijun trong tháng 2 năm 2011 do bị cáo buộc dùng trên 800 triệu nhân dân tệ lại quả kết nối với các hợp đồng mở rộng đường sắt tốc độ cao  Zhang Shuguang (张曙光), phó chánh kỹ sư Đường sắt của Trung Quốc, cũng bị bắt giữ trong tháng 2 năm 2011 và bị để có tích lũy được $ 2,8 tỷ đô trong tài khoản ở nước ngoài Chính phủ Trung Quốc đã ra lệnh cho một chiến dịch an toàn dài 2 tháng trên toàn quốc vào ngày 26 tháng bảy, khi gia đình nạn nhân vụ tai nạn tàu yêu cầu câu trả lời nhiều hơn. Bộ trưởng Bộ Đường sắt, Sheng Guangzu, đã xin lỗi vì vụ va chạm và cho biết chiến dịch sẽ tập trung vào cải thiện mạng đường sắt cao tốc của Trung Quốc.
Cục tư pháp Ôn Châu ra lệnh cho các luật sư ở Trung Quốc không được nhận vụ kiện nào cho các gia đình gia đình của các nạn nhân vụ tai nạn. Theo một tuyên bố do Hiệp hội Luật sư Ôn Châu, các luật sư đã được cầu không nhận vụ kiện này "tai nạn là một vấn đề nhạy cảm chính liên quan đến ổn định xã hội". Cục Ôn Châu Tư pháp sau đó đã xin lỗi về tuyên bố này, nói rằng từ ngữ của nó đã được xây dựng bởi Hiệp hội Luật sư và đã không được phê chuẩn.
Các quan chức chính phủ đã không giải thích ngày 25 tháng 7 lý do tại sao tàu thứ hai dường như không cảnh báo của người tàn tật, trước khi tai nạn xảy ra.

### Chỉ thị đối với giới truyền thông
Chính quyền Trung Quốc đã bị cáo buộc cố gắng ém nhẹm các báo cáo vào nguyên nhân của vụ tai nạn. Ban tuyên huấn cấm các hãng truyền thông phái phóng viên đến hiện trường, không đưa tin thường xuyên về vụ tai nạn. Theo thông báo của cơ quan tuyên huấn Trung Quốc, các phương tiện truyền thông phải sử dụng thông tin do chính quyền cung cấp và không được phỏng vấn độc lập, không được sử dụng thông tin từ các trang blog.
Trong khi đó, tờ Thời báo Hoàn Cầu đăng bài viết với tựa đề "Cơn giận dâng lên khi chính quyền im lặng" miêu tả nhiều người Trung Quốc nghi ngờ chính quyền che giấu thông tin về vụ tai nạn kinh hoàng này.